# Putter

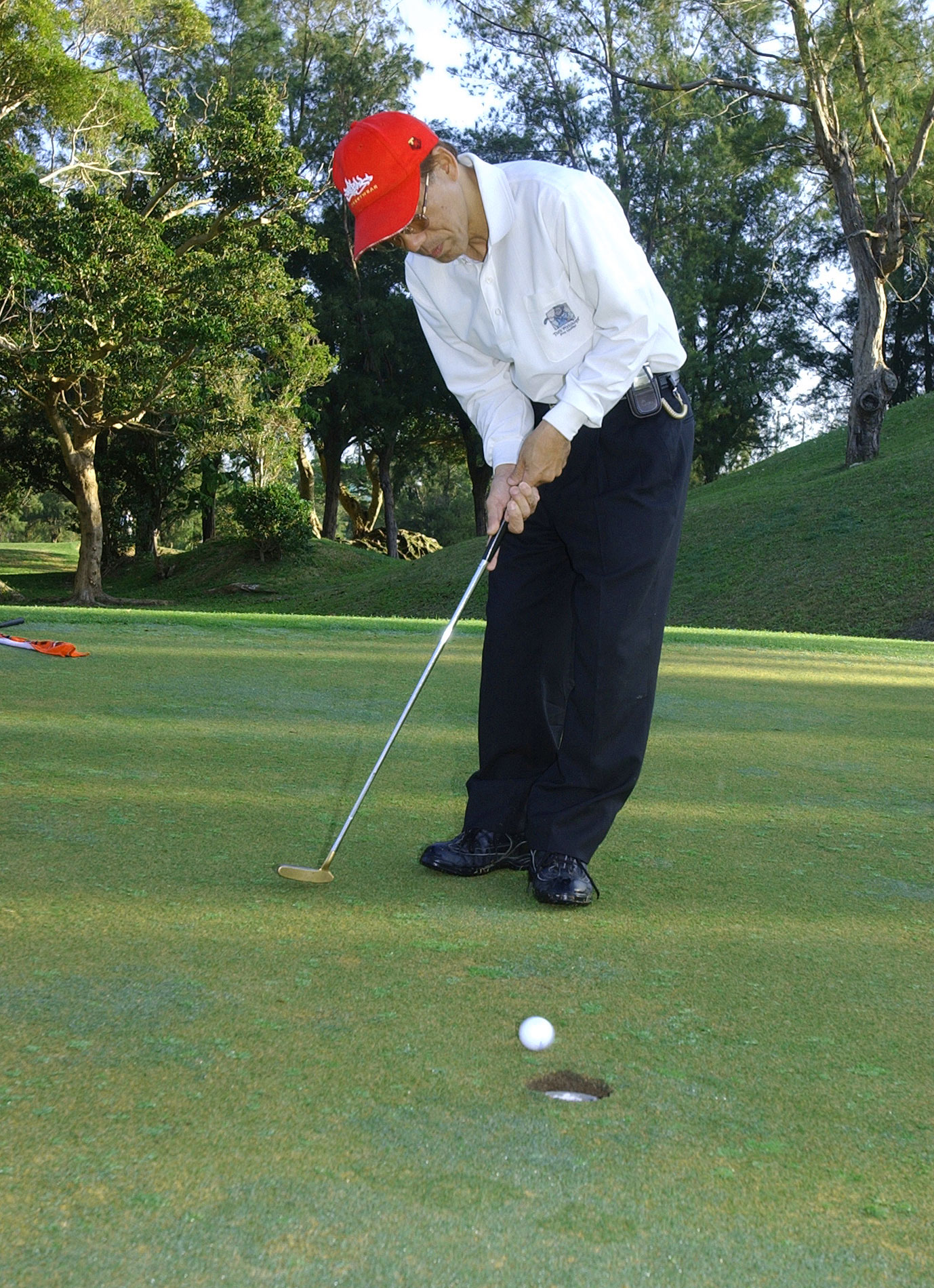
Golfista utilizando un putter.

El  palo denominado putter es un palo de golf que se utiliza para empujar la bola mediante un golpe (putt) hacia el hoyo en el green. Básicamente los putters tienen cuatro diseños: el blade (como una pala), el mallet (como un mazo), el de la varilla en el centro y el que tiene distribuido el peso entre el talón y la punta. 
La longitud de los putters varía de 32 a 36 pulgadas. En cuanto a a los grados de abertura de la cara, fluctúan entre 3 y 7 grados.
Lucas Glover y Stewart Cink ganaron el U.S. Open y el Open Británico respectivamente con el nuevo putter Method, diseñado por Nike Golf. Este nuevo putter posee mayor tecnología, tiene unos insertos intercalados en la cara a modo de surco y una capa de polímero sólido que amortigua la vibración. A partir de 2010 se pudo personalizar poniendo el respectivo nombre de su propietario, por ejemplo, únicamente en la versión Blade 001.